# Józef Zborzil
Józef Jan Zborzil (ur. 4 sierpnia 1891, zm. 7 listopada 1968) – pułkownik dyplomowany piechoty Wojska Polskiego, kawaler Orderu Virtuti Militari.

## Życiorys
Urodził się 4 sierpnia 1891. Po odzyskaniu przez Polskę niepodległości został przyjęty do Wojska Polskiego. 4 sierpnia 1919 roku został przeniesiony z dowództwa Grupy „Bug” do Dowództwa Okręgu Generalnego „Lwów” we Lwowie. Od października 1919 do lipca 1920, w stopniu kapitana, zajmował stanowisko szefa sztabu 4 Dywizji Piechoty podczas wojny polsko-bolszewickiej. 1 czerwca 1921 roku pełnił służbę w Inspektoracie Armii Nr III, a jego oddziałem macierzystym był wówczas Oddział V Sztabu Generalnego. 3 maja 1922 roku został zweryfikowany w stopniu majora ze starszeństwem z dniem 1 czerwca 1919 roku i 323. lokatą w korpusie oficerów piechoty. 
W latach 1921–1922 był słuchaczem I Kursu Doszkolenia Wyższej Szkoły Wojennej w Warszawie. We wrześniu 1922 roku, po ukończeniu kursu, uzyskał „pełne kwalifikacje do pełnienia służby na stanowiskach Sztabu Generalnego” i powrócił do Inspektoratu Armii Nr III w Toruniu na stanowisko I referenta sztabu, pozostając oficerem nadetatowym 2 pułku strzelców podhalańskich w Sanoku. 1 grudnia 1924 roku awansował na podpułkownika ze starszeństwem z dniem 15 sierpnia 1924 roku i 87. lokatą w korpusie oficerów piechoty. Z dniem 1 września 1926 roku został wyznaczony na stanowisko I oficera sztabu generała do prac przy Generalnym Inspektorze Sił Zbrojnych, generał brygady Juliusza Rómmla. Od 14 lutego 1929 do listopada 1930 roku dowodził 27 pułkiem piechoty w Częstochowie. 28 stycznia 1931 roku został przeniesiony z dyspozycji szefa Sztabu Głównego do Ministerstwa Komunikacji na stanowisko szefa Samodzielnego Wydziału Wojskowego. Z powodu choroby obowiązki na stanowisku szefa wydziału objął dopiero kwietniu 1931 roku. Na pułkownika został awansowany ze starszeństwem z dniem 1 stycznia 1931 roku i 13. lokatą w korpusie oficerów piechoty. Później został szefem Biura Wojskowego w Ministerstwie Komunikacji. Obowiązki szefa biura pełnił do września 1939 roku.
Po wybuchu II wojny światowej przedostał się do Rumunii. Tam był starszym obozu w Târgoviște, następnie pełnił funkcję attaché wojskowego w Bukareszcie i sporządził sprawozdanie z pracy ministerialnej z okresu przed 1939.
Zmarł 7 listopada 1968. Pochowany na cmentarzu Powązkowskim w Warszawie (kwatera 303-7-22).

## Ordery i odznaczenia
- Krzyż Srebrny Orderu Wojskowego Virtuti Militari[4]
- Krzyż Oficerski Orderu Odrodzenia Polski (11 listopada 1937)[18][19]
- Krzyż Walecznych (trzykrotnie)[4]
- Złoty Krzyż Zasługi (7 sierpnia 1928)[20][21]
- Medal Pamiątkowy za Wojnę 1918–1921[22]
- Medal Dziesięciolecia Odzyskanej Niepodległości[22]
- Odznaka Pamiątkowa Generalnego Inspektora Sił Zbrojnych (12 maja 1936)
- Odznaka 27 Pułku Piechoty[22]